# Односторонній рух
Односторонній рух — спосіб розвантаження доріг та підвищення безпеки руху.
На двох паралельних вулицях організують односторонній рух в різні сторони. Цей допомагає в старих районах з вузькими вулицями. Іноді рух в одну сторону організується по магістральній вулиці, а в іншу — по паралельній неосновній вулиці.
Вперше було введено 23 серпня 1617 у Лондоні.

## Приклади дорожніх знаків

5.5 Дорога з одностороннім рухом
3.21 В'їзд заборонено (встановлюється з протилежного кінця)
5.6 Кінець дороги з одностороннім рухом
5.7.1 Виїзд на дорогу з одностороннім рухом
5.7.2 Виїзд на дорогу з одностороннім рухом
Виїзд на дорогу з одностороннім рухом (Німеччина)
Виїзд на дорогу з одностороннім рухом (Німеччина)